# Corporario
Corporario es una localidad española del municipio de Aldeadávila de la Ribera, en la provincia de Salamanca, comunidad autónoma de Castilla y León. Se integra dentro de la comarca de Vitigudino y la subcomarca de La Ribera (Las Arribes). Pertenece al partido judicial de Vitigudino.
Todo su territorio se sitúa dentro del parque natural de Arribes del Duero, un espacio natural protegido de gran valor ambiental y turístico.

## Historia

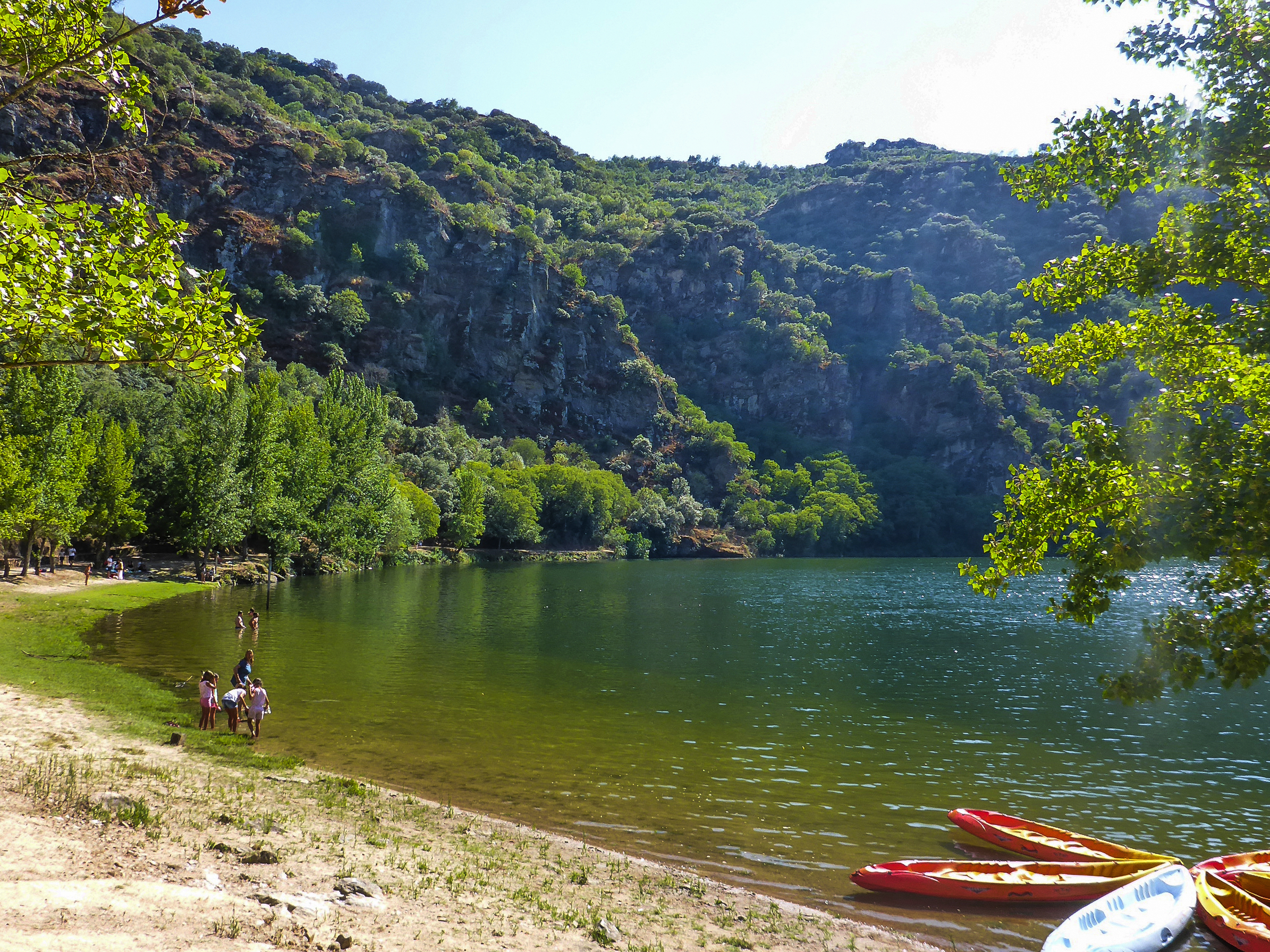
Playa del Rostro.

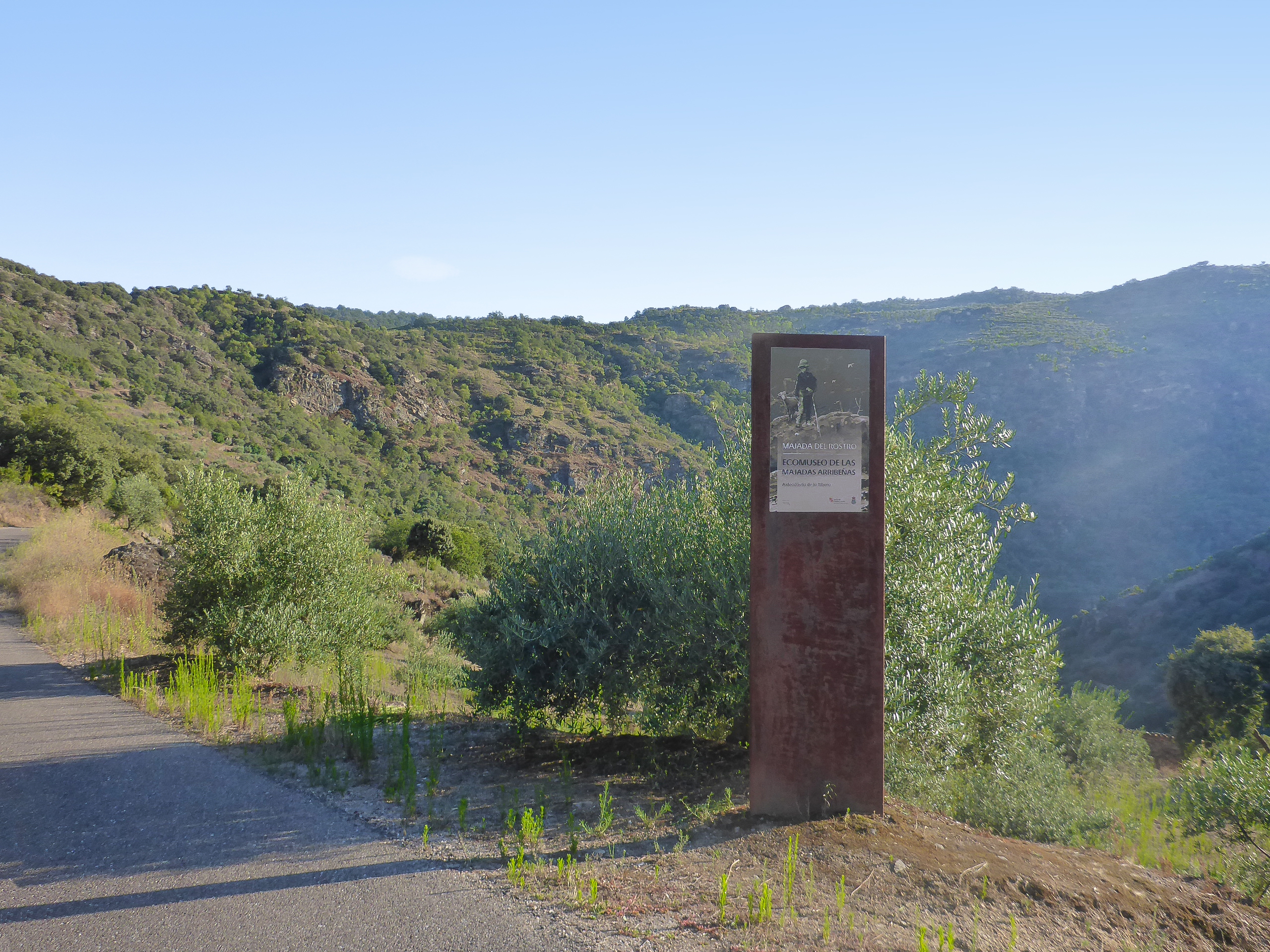
Entrada al museo etnológico de Las Majadas Arribeñas.

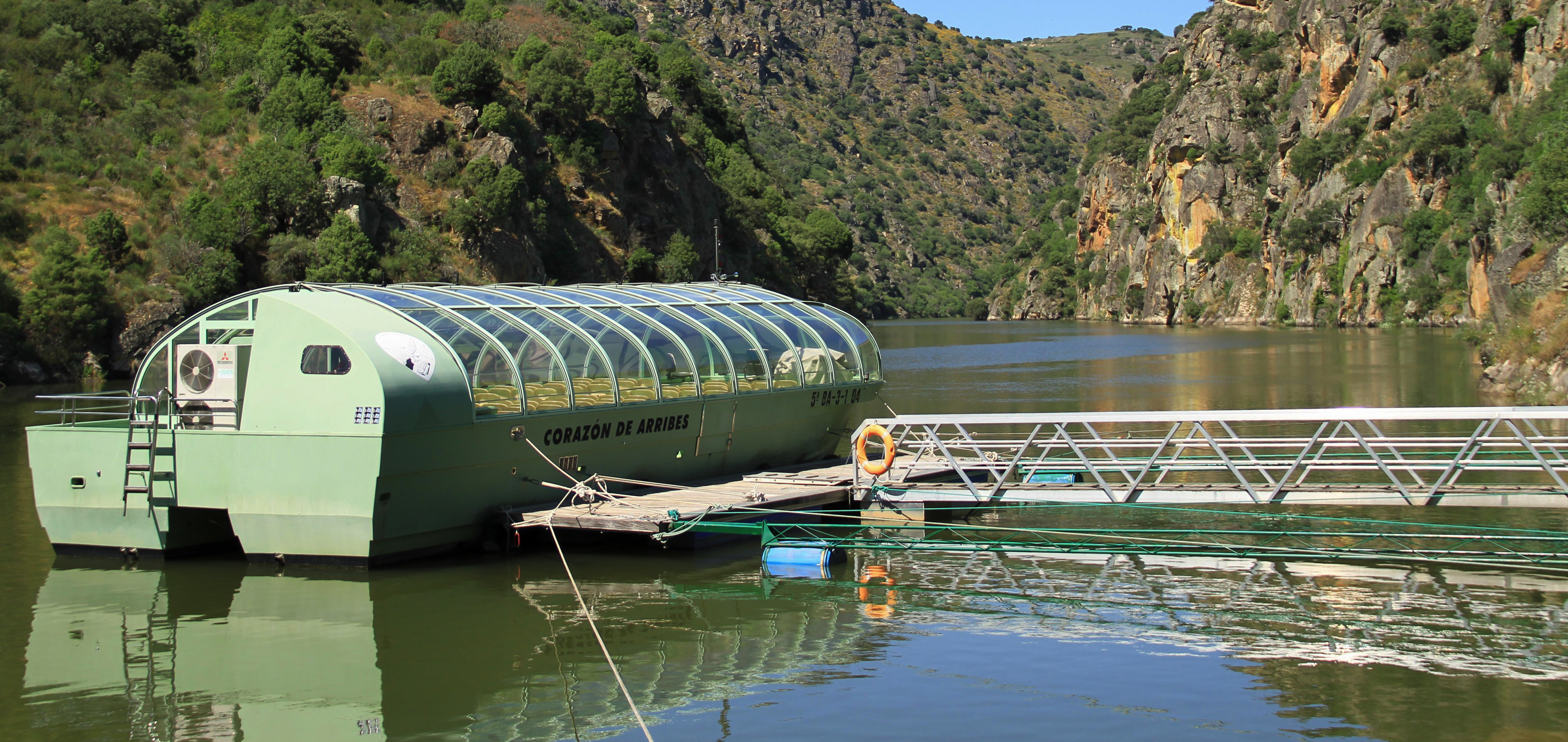
Barco de la playa del Rostro.

La Reconquista de la zona, hasta entonces bajo dominio musulmán, la realiza el Reino de León, que surge a partir del Reino de Asturias de Don Pelayo y del que luego se subdividirían o desgajarían el Condado de Castilla, el Reino de Galicia y el Reino de Portugal. La repoblación de las tierras conquistadas llevada a cabo por los reyes leoneses planteó una disposición muy distinta de la actual, basando su desarrollo en el modelo repoblador gallego, que consistía en disponer muchas aldeas de pequeño tamaño y muy próximas entre sí, esquema que a la larga hizo insostenibles a muchas de ellas. En documentos de 1265 están registradas «Simirera», «Aveto», «Robredo de las Casas» (posteriormente «Robredo de Santo Domingo»). En los siglos XIV y XV existieron con parroquia propia las de «Quadrilleros» (en Corporario), la de «Alcornocal» (próxima al Teso Alcornoque de Aldeadávila) y la de «La Revilla de Aldeadávila», que fueron abandonadas hacia los siglos XVII y XVIII. Finalmente perduraron hasta el siglo XIX las de «La Verde» (o «Santa Marina») y la de «Robredo de Santo Domingo». Gracias a los esfuerzos de vecinos de Aldeadávila de la Ribera y La Zarza de Pumareda están empezando a rescatarse restos medievales de tumbas y ermitas.
La repoblación fue realizada en su mayoría por colonos asturianos aunque también por gallegos y castellanos, que trajeron consigo su cultura e idiosincrasia. Según podría atestiguar su topónimo, Aldeadávila de la Ribera y Corporario fueron núcleos repoblados por colonos abulenses el primero, y segovianos el segundo, durante la segunda mitad del siglo XII, perteneciendo a la diócesis de Salamanca en lo eclesiástico y al Reino de León en lo civil, militar y administrativo. La mayoría de autores los etiquetan como topónimos segoviano-abulenses.
Finalizada la Reconquista la zona no fue afectada por conflictos importantes. Permaneció pacíficamente integrada en la Corona leonesa, lejos de los conflictos con Castilla por encontrarse en el extremo más occidental, junto a la frontera con Portugal con quien tampoco tuvo conflictos destacables debido a la frontera natural de barrera inabatible que supone el cañón del río Duero.
El primer documento histórico en el que aparece Corporario es de 1265, en copia documental de 1345, en el que se refiere al préstamo de la «Yglesia catedral de la ciudad de Salamanca» para la construcción de la iglesia «Summa Libro a todos los préstamos que la iglesia Catedral de la Ciudad de salamanca ha e tiene en la dicha ciudad e en sus tierras e término e en la villa de Ledesma e en su término...».
En 1315, en las Cortes de Castilla y León celebradas en Burgos, figura como Darios y en 1600, aparece registrado bajo el nombre de Corpario.
Con la división territorial de España de 1833 en la que se crean las actuales provincias, Corporario queda encuadrado dentro de la Región Leonesa, formada por las provincias de León, Zamora y Salamanca, de carácter meramente clasificatorio, sin operatividad administrativa, que a grandes rasgos vendría a recoger la antigua demarcación del Reino de León (sin Galicia ni Asturias ni Extremadura).
El 21 de julio de 1972 se aprueba la incorporación del municipio de Corporario al de Aldeadávila debido a la falta de medios económicos.

## Geografía humana

### Demografía
| Gráfica de evolución demográfica de Corporario entre 1842 y 1970 |
| |
| Población de derecho según los censos de población del INE Población de hecho según los censos de población del INEEntre el censo de 1981 y el anterior, este municipio desaparece porque se agrupa en el municipio 37014 (Aldeadávila de la Ribera) |

En 2017 contaba con una población de 171 habitantes, de los cuales 81 eran varones y 90 mujeres (INE 2017).
| Gráfica de evolución demográfica de Corporario entre 2000 y 2017                         |
|                                                                                          |
| Fuente: Instituto Nacional de Estadística de España - Elaboración gráfica por Wikipedia. |

## Turismo
Cuenta con la "Playa del Rostro" en el río  Duero